# Eleotérios do Catu
Os Eleotérios do Catu compõem uma comunidade indígena que vive na região dos municípios de Canguaretama e Goianinha, às margens do rio Catu, no Rio Grande do Norte. Apresenta entre 600 e 800 membros, apenas recentemente passaram a buscar a legitimação de sua identidade indígena, a fim de proteger sua cultura.
Moradores da comunidade afirmam ter desenvolvido no início do século XX o instrumento de percussão hoje chamado ganzá, após a proibição dos maracás por estes estarem ligados a antigos cultos indígenas.[carece de fontes?]